# Vogésite
Les vogésites sont des variétés de lamprophyres majoritairement constitués d'amphiboles intermédiaires (hornblende) pour la phase ferromagnésienne et de feldspaths potassiques pour la partie felsique.
Les vogésites, comme l'ensemble des lamprophyres, sont des roches magmatiques filoniennes microgrenues riches en potassium. Elles se forment par la cristallisation de liquides magmatiques de basicités variables à divers niveaux structuraux dans la croûte continentale.
Ces roches se rencontrent fréquemment en contextes tardi ou post-collisionnels en association plus ou moins intime avec des granites dont elles sont contemporaines sinon cogénétiques.
On distingue les vogésites des autres lamprohyres soit par l'absence de micas noirs (minette et kersantite) soit par le caractère alcalin de leurs feldspaths (orthose).